# Ahmed Adam (maratoneta)
Ahmed Adam Salah (in arabo احمد آدم صلاح‎?; 10 gennaio 1966) è un ex maratoneta sudanese.

## Biografia
Rappresentò il Sudan ai Giochi olimpici estivi di Atlanta 1996, dove ottenne il 68º tempo nella maratona.

## Palmarès
| Anno | Manifestazione              | Sede      | Evento          | Risultato | Prestazione | Note |
| ---- | --------------------------- | --------- | --------------- | --------- | ----------- | ---- |
| 1986 | Mondiali di corsa campestre | Neuchâtel | Corsa campestre | 264º      | 39'32"5     |      |
| 1996 | Giochi olimpici             | Atlanta   | Maratona        | 68º       | 2h25'12     |      |